# Екатерина Маркова (актриса)
 Тази статия е за актрисата.  За социоложката вижте Екатерина Маркова.  
Екатерина Георгиевна Маркова (родена на 18 ноември 1946 г., Иркутск) е съветска и руска актриса, сценаристка и писателка.

## Биография
Тя е родена на 18 ноември 1946 г. в семейството на известните съветски писатели Георгий Мокеевич Марков („Строгови“, „Солта на земята“, „Сибир“) и Агния Александровна Кузнецова („Поклони се на земята, моя Мадоно“).
През 1954 (1956) г. семейството се премества в Москва.
В девети клас Екатерина се премества в училище за работеща младеж, защото постъпва в студиото към театър „Станиславски“. През 1969 г. завършва Московското театрално училище „Б. В. Щукин“.
Работила е в театър „Съвременник“. По същото време завършва Литературния институт. Актриса е в Московския театър „Гангаж“.
Членка на КПСС от 1980 г. Членка на Съюза на писателите на СССР от 1981 г.

## Семейство
- Съпругът ѝ е Георгий Георгиевич Тараторкин (1945 – 2017), съветски и руски театрален и филмов актьор, народен артист на РСФСР. Погребан е в Троекуровското гробище в Москва.
- Син: Филип Георгиевич Тараторкин (роден 1974 г.), доктор по история, доцент на катедра „Средновековна и нова руска история“ в Историко-архивния институт на Руския държавен хуманитарен университет (РГУ), директор на Научно-образователния център „Хуманитарни архиви на РГУ“, заместник главен редактор на списание „Исторически бюлетин“. Стажове: през 1989 – 1991 г. – Гимназия в Шрусбъри, Великобритания; през 1993 г. – Университет на Оклахома, САЩ; през 1997 г. – Британската национална библиотека (The British Library), Лондон; през 1998 – 1999 г. – Колеж Кайус, Великобритания.[2]
- Дъщеря: Анна Георгиевна Тараторкина (родена 1982 г.), актриса. През 2004 г. завършва Висшето театрално училище „Щепкин“ (ръководител В. И. Коршунов). От 2004 г. е актриса в Руския академичен младежки театър. Участва в представления в театър „Мосовет“.
- Внук – Фьодор Филипович Тараторкин.
- Внук – Михаил Филипович Тараторкин.
- Внук – Никита Александрович Ратников (роден 2010 г.).

## Творчество
Филмова актриса. Визитната картичка на актрисата е ролята на Галя Четвертак в култовия съветски двусериен игрален филм „А утрините тук са тихи“ по разказа на Борис Василиев. Авторка на разказите: „Чуждо зове“, „Отричане“, „Тайната вечеря“, „Сини лалета“, „Балът“.

## Филмография
| Заглавие               | Роля                                | От   |
| ---------------------- | ----------------------------------- | ---- |
| А утрините тук са тихи | Галя Четвертак                      | 1972 |
| Въпроси на сърцето     | Наташа, парамедик в линейка         | 1973 |
| Завинаги жив           | Танечка                             | 1976 |
| Андрей Колобов         | Белкина                             | 1977 |
| Желая ти успех         | Лида                                | 1980 |
| Трета на петия ред     | Маша, медицинска сестра в болницата | 1984 |
| Дъщеря ти Александра   | Лариса Сергеевна                    | 1986 |
| Сапиенс                |                                     | 2004 |
| Сестри                 |                                     | 2004 |
| Семейство              | журналист                           | 2005 |